# 1921 County Championship
Navigation
Édition précédente Édition suivante
Le 1920 County Championship fut le vingt-huitième County Championship. Le Middlesex a remporté son troisième titre de champion et le deuxième de façon consécutive.
Glamorgan a rejoint le championnat pour la première fois.

## Classement
Le classement final a été décidé en calculant le pourcentage de points possibles.
| Equipe           | Pld | W  | L  | DWF | DLF | NR | Pts | %Fin  |
| ---------------- | --- | -- | -- | --- | --- | -- | --- | ----- |
| Middlesex        | 20  | 15 | 2  | 0   | 2   | 1  | 75  | 78.94 |
| Surrey           | 24  | 15 | 2  | 3   | 3   | 1  | 81  | 70.43 |
| Yorkshire        | 26  | 16 | 3  | 4   | 2   | 1  | 88  | 70.40 |
| Kent             | 26  | 16 | 7  | 2   | 1   | 0  | 84  | 64.61 |
| Lancashire       | 28  | 15 | 4  | 4   | 3   | 2  | 83  | 63.84 |
| Hampshire        | 28  | 14 | 9  | 4   | 1   | 0  | 78  | 55.71 |
| Gloucestershire  | 24  | 12 | 12 | 0   | 0   | 0  | 60  | 50.00 |
| Nottinghamshire  | 24  | 10 | 8  | 3   | 2   | 1  | 56  | 48.69 |
| Sussex           | 28  | 13 | 12 | 1   | 2   | 0  | 67  | 47.85 |
| Somerset         | 22  | 8  | 11 | 2   | 1   | 0  | 44  | 40.00 |
| Leicestershire   | 26  | 10 | 14 | 0   | 2   | 0  | 50  | 38.46 |
| Derbyshire       | 20  | 5  | 12 | 3   | 0   | 0  | 31  | 31.00 |
| Northamptonshire | 24  | 5  | 15 | 1   | 2   | 1  | 27  | 23.47 |
| Worcestershire   | 22  | 5  | 15 | 0   | 2   | 0  | 25  | 22.72 |
| Essex            | 26  | 5  | 13 | 2   | 6   | 0  | 29  | 22.30 |
| Warwickshire     | 26  | 5  | 18 | 1   | 2   | 0  | 27  | 20.76 |
| Glamorgan        | 18  | 2  | 14 | 1   | 0   | 1  | 12  | 14.11 |